# Jan Lech Byszewski
Jan Lech Byszewski (ur. 27 kwietnia 1893, zm. w październiku 1968 w Nowym Jorku) – dr praw, polski urzędnik konsularny.
Urzędnik polskiej służby zagranicznej pełniący m.in. funkcję sekr./wicekons. w Londynie (1919–1924), urzędnika Ministerstwa Spraw Zagranicznych (1924, 1926–1928), sekr./kons, w Kairze (1928–1929), w MSZ (1929), konsula w Nowym Jorku (1929–1931), konsula w Detroit (1931–1932), w Pittsburghu (1932–1933), radcy Departamentu Konsularnego MSZ (1933–1934), konsula/konsula generalnego w Pradze (1934–1939), w MSZ w Paryżu, Angers i Londynie (1939–1944), radcy w Meksyku. Następnie był wykładowcą języków w Alliance College w Cambridge Springs w Pensylwanii (1946–1949) i sekr. gen. Polskiego Instytutu Naukowego w Ameryce (Polish Institute of Arts and Sciences of America) (1950–).

## Ordery i odznaczenia
- Złoty Krzyż Zasługi (dwukrotnie[1]: po raz pierwszy 9 listopada 1932[2])